# Tuğrul Ansay
Tuğrul Ansay (* 16. November 1930 in Ankara; † 5. März 2022 in Istanbul) war ein türkischer und deutscher Rechtswissenschaftler. Er lebte viele Jahre in Hamburg, zuletzt in Istanbul, wo er am 5. März 2022 verstarb. Er war eine Zeitlang mit einer deutschen Ärztin verheiratet und hat einen Sohn sowie eine Tochter.
Sein rechtswissenschaftliches Studium schloss Ansay im Alter von 21 Jahren ab. In den 1950er Jahren hielt er sich an verschiedenen US-amerikanischen Universitäten auf, wo er sich unter anderem mit der Anerkennung ausländischer Gerichtsurteile beschäftigte. Sein 1966 erschienenes Buch mit dem Titel "American-Turkish Private International Law" war ein Reflex jener Zeit. Er promovierte zum Thema "Abzahlungsgeschäfte", wurde mit einer Arbeit über die "Haftung des Verwaltungsrats in der Aktiengesellschaft" Dozent und schließlich 1967 mit einer weiteren Arbeit über "Vereine, Einfache Gesellschaften, Handelsgesellschaften" Professor an der Juristischen Fakultät der Universität Ankara. Er lehrte dort dann türkisches Handels- und Gesellschaftsrecht. An der Universität Hamburg lehrte er türkisches Recht. An der Koç-Universität in Istanbul war er ab 2003 mehrere Jahre Dekan. An zahlreichen Universitäten war er als Gastprofessor tätig. 
Im Jahr 1974 gab er in Deutschland zehn Beiträge zum Thema Gastarbeiter in Gesellschaft und Recht als Buch heraus. Der internationalen Rechtswissenschaft brachte er das türkische Recht durch die zuletzt 2020 in 7. Auflage erschienene "Introduction to Turkish Law" näher, die er zusammen mit Don Wallace herausgab. Zahlreiche weitere Beiträge insbesondere zur Forschung im Ausländer- und Asylrecht sowie zum internationalen Privatrecht und zur Praxis deutscher Gerichte bei der Anwendung türkischen Rechts erschienen in Handbüchern, Festschriften und Zeitschriften. Er verfasste zahlreiche Rechtsgutachten und war zudem als Schiedsrichter tätig. Ihm sind zwei Festschriften zu seinem 75. Geburtstag in deutscher und türkischer Sprache gewidmet. In der Türkei erschien in mehreren Auflagen sein Lehrbuch über die Aktiengesellschaft (Anonim Şirket).
Ansay war mehr als 30 Jahre lang geschäftsführendes Vorstandsmitglied der von ihm initiierten und 1986 mitbegründeten Deutsch-Türkischen Juristenvereinigung e. V. und war deren Ehrenvorsitzender. Im Jahr 2007 erhielt er das Bundesverdienstkreuz Erster Klasse.